# Lee Radziwillová
Lee Radziwillová, rodným příjmením Bouvier, později Canfield a Ross, (3. března 1933 – 15. února 2019) byla americká módní ikona, mladší sestra první dámy USA Jacqueline Kennedyové. Jejím otcem byl burzovní makléř John Vernou Bouvier III a matkou Janet Lee Bouvier. Jejím prvním manželem byl od roku 1953 Michael Temple Canfield. Později se vdala ještě dvakrát, nejprve v roce 1959 za Stanisława Albrechta Radziwiłła z polského šlechtického rodu Radziwiłłů. Jejich manželství skončilo v roce 1974. Potřetí se vdala v roce 1988 za choreografa a režiséra Herberta Rosse, s nímž se rozvedla nedlouho před jeho smrtí v roce 2001. Působila jako herečka, spisovatelka a novinářka, například jako asistentka editorky Diany Vreelandové v módním časopisu Harper's Bazaar. Zemřela z přirozených příčin ve věku 85 let.